# ريتشارد نيلسون (عالم إنسان)
ريتشارد نيلسون (بالإنجليزية: Richard Nelson)‏ هو عالم إنسان أمريكي، ولد في 1941 في ويسكونسن في الولايات المتحدة.